# 九华山隧道
九华山隧道是南京市快速内环东线的重要组成部分，全长2.8公里，包括山体段和湖底段两部分。该隧道于2005年10月1日建成通车，是南京施工难度最大、地质条件最复杂的城建项目之一。

## 工程特点

### 结构设计
隧道采用三联拱结构，双向六车道，断面宽45米，设计时速60公里/小时。
山体段全长445米，湖底段长约1600米，穿越玄武湖底，形成国内罕见的城市隧道群。

### 施工难点及应对
- 地质条件复杂：隧道穿越破碎岩层、明城墙底部及玄武湖底，施工中需应对地下水、暗河及城墙保护等挑战[6][7]。
- 防水技术先进：采用聚羧酸高效减水剂和防水添加剂，有效控制混凝土开裂和渗漏，确保结构耐久性[4][3]。

## 创新技术
- 国内首次在隧道工程中使用聚羧酸高效减水剂，现浇C30混凝土单位用水量控制在140～145kg/m³，显著提升混凝土性能[4]。
- 中导洞设计：直径2米的中导洞不仅用于管线铺设，还作为紧急逃生通道，提升了隧道安全性[6]。

## 历史与意义
- 九华山隧道的建成标志着南京“井”字形快速内环初步成型，极大提升了城市交通通行能力[3][8]。
- 该隧道与玄武湖隧道等共同构成总长9公里的隧道群，成为南京独特的城市景观[9]。

## 荣誉与影响
- 九华山隧道因其卓越的工程质量和创新技术荣获“鲁班奖”，防水工程无渗漏，受到业界高度评价[2]。
- 该隧道的成功建设为类似复杂地质条件下的隧道工程提供了宝贵经验[4]。